# Gators de la Floride (football américain)
Pour le club omnisports, voir Gators de la Floride.
Stade
Maillots
Champion 1996, 2006, 2008
Saison en cours
Le programme de football américain des Gators de la Floride représente l'université de Floride située à Gainesville en Floride au sein de la NCAA Division I Football Bowl Subdivision (FBS).
Il membre de la Southeastern Conference (SEC) depuis 1933 et est, depuis 2022, sous les ordres de l'entraîneur principal Billy Napier (en). Il a fait partie de la Eastern Division entre 1990 et la fin de saison 2023, les deux divisions existantes ayant fusionné avant le début de la saison 2024.
L'équipe joue ses matchs à domicile sur son campus, au Ben Hill Griffin Stadium d'une capacité de 88 548 places.
Le programme de football américain des Gators est créé en 1906, en même temps que l'université de Floride. Lors de ses 5 premières saisons, l'équipe évolue sous le nom de Florida Football Team. Le nom « Gators » est adopté en 1911. Les Gators commence à jouer au Florida Field en 1930, et rejoignent la Southeastern Conference en 1932 en tant que membre fondateur.
Les Gators connaissent un succès intermittent sur le terrain lors de la première moitié du 20e siècle, le point culminant étant l'équipe de 1928 (en) qui, avec un bilan de 8 victoires et 1 défaite, termine meilleur équipe universitaire du pays au nombre de points inscrits.
Florida enregistre ses premiers succès au cours des années 1960 sous les ordres de l'entraîneur Ray Graves (en). Après n'avoir participé qu'à deux Bowls avant son arrivée, les Gators en remportent quatre avec lui, permettant au quarterback Steve Spurrier (en) de devenir le premier joueur de l'université à remporter le trophée Heisman en 1966.
Spurrier revient en tant qu'entraîneur principal des Gators en 1990. Depuis lors, le programme de football américain des Gators est considéré comme l'un des meilleurs du football universitaire puisqu'il a depuis remporté trois titres nationaux (en 1996 avec Spurrie, en 2006 et 2008 avec Urban Meyer), huit titres de conférence, quinze titres de champions de la division East de la SEC et seize bowls tout en figurant à quinze reprises dans le Top10 des classements nationaux et en remportant deux nouveaux trophées Heisman avec les quarterbacks Danny Wuerffel en 1996 et Tim Tebow en 2007.

## Histoire

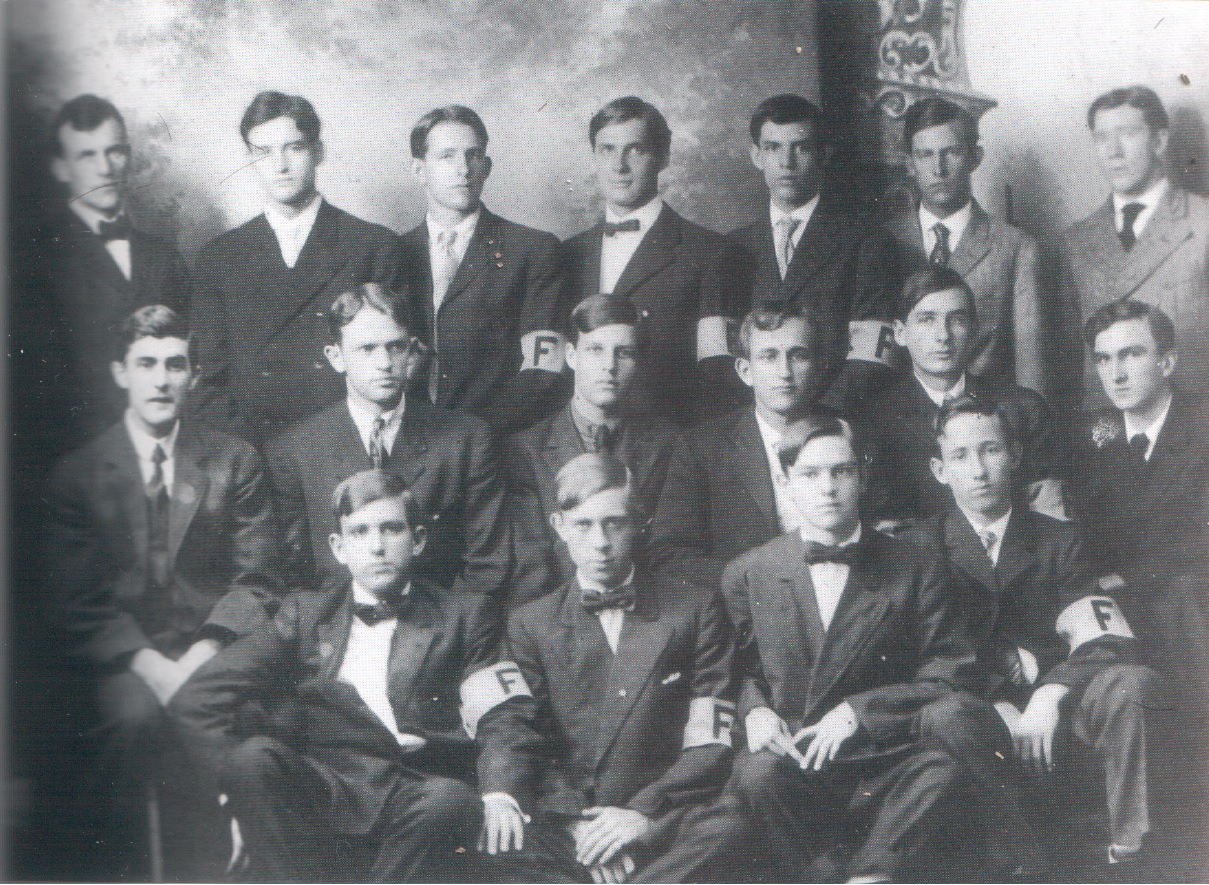
L'équipe de 1907 avec William Wetmore Gibbs (rangée du milieu, 2e en partant de la droite).

### Le début de l'histoire (1906-1959)

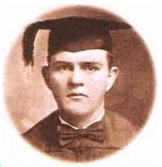
Neal « Bo Gator » Storter, centre de l'équipe de 1911.

L'université de Floride (appelée à l'époque université de l'État de Floride) s'installe à Gainesville en 1906 et le programme de football américain commence à y jouer dès l'automne 1906. La première saison date de 1905 et elle se joue à Lake City pendant la construction du campus à Gainsville. Ayant aligné des joueurs inéligibles, quatre des cinq premiers matchs de la saison sont perdus et le sixième n'arrive pas à son terme, un joueur de l'équipe adverse étant professionnel. L'offensive tackle William Wetmore Gibbs est le seul joueur de l'équipe de 1905 à avoir joué la saison 1906 avec Florida. Le premier match des Gators à Gainsville se joue le 13 octobre 1906 et voit la victoire de Florida 16 à 6 sur le Gainesville Athletic Club.
Les matchs des Gators ont lieu au The Ball Park de 1906 jusqu'en 1911. En 1909, George Pyle devient le nouvel entraîneur de l'équipe. Les Gators de 1911, emmenés par leur centre Neal « Bo Gator » Storter, font match nul contre les South Carolina, battent Citadel, Clemson ainsi que Charleston (autoproclamé champion de la Caroline du Sud), affichant un bilan final de 5 victoires, un nul et aucune défaite. Fin 2022, la saison 1911 reste toujours la seule saison sans défaite de l'histoire de Florida.
Dès 1912, les compétitions de football américain, de baseball et d'athlétisme se déroulent au University Athletic Field situé sur le campus. Des gradins permanents sont ajoutés en 1911 et le terrain est rebaptisé Fleming Field en l'honneur de Francis P. Fleming (en), ancien gouverneur de la Floride. En 1912, les Gators disputent leur premier bowl (le Bacardi) qu'ils remportent 28 à 0 contre le Vedado Athletic Club. Les Gators de 1913 commencent la saison en battant, 144 à 0, les Moccasins de Southern Florida, la plus large victoire de l'histoire du programme. George Pyle quitte son poste en 1913 pour devenir directeur sportif des Mountaineers de la Virginie-Occidentale.
Les Gators déménagent en 1930 au Florida Field.

### L'Ère Ray Graves (1960-1969)

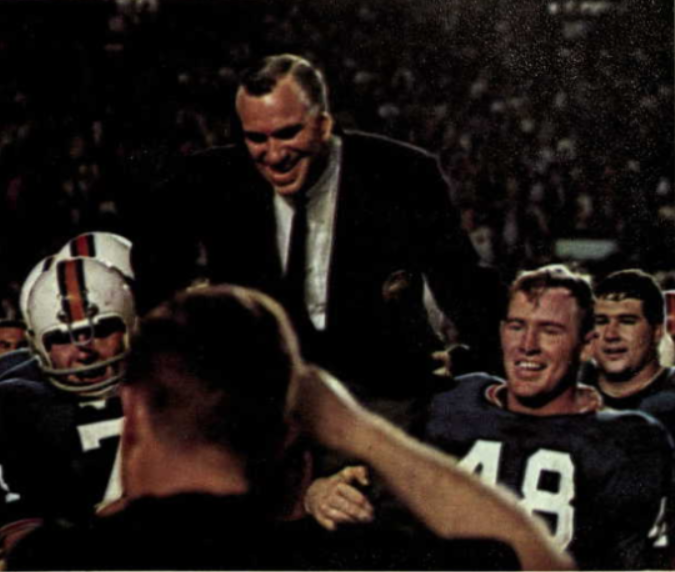
Graves emmené par ses joueurs après leur victoire lors de l'Orange Bowl 1967.

Les Gators ont connu une première période de succès dans les années 1960 sous la direction de l'entraîneur principal Ray Graves celui-ci permettant à son équipe d'afficher trois saisons à neuf victoires (1960, 1966 et 1969) et un bilan total de 70 victoires, 31 défaites et un nul. Graves avait été l'ancien assistant de l'entraîneur de Tennessee Robert Neyland et l'ancien coordinateur défensif à Georgia Tech de l'entraîneur principal Bobby Dodd,. Sous ses ordres, les Gators ont eu trois fois plus de joueurs sélectionnés dans la première équipe All-American que lors des autres saisons.
C'est à cette époque que Robert Cade et d'autres chercheurs de l'université de Floride ont développé la boisson Gatorade. Ils l'ont testée sur l'équipe de football américain sous des conditions de chaleur et d'humidité constantes rencontrées en Floride. La boisson connait un franc succès, les Gators obtenant la réputation d'être une équipe de deuxième mi-temps.

### L'Ère Doug Dickey (1970-1978)

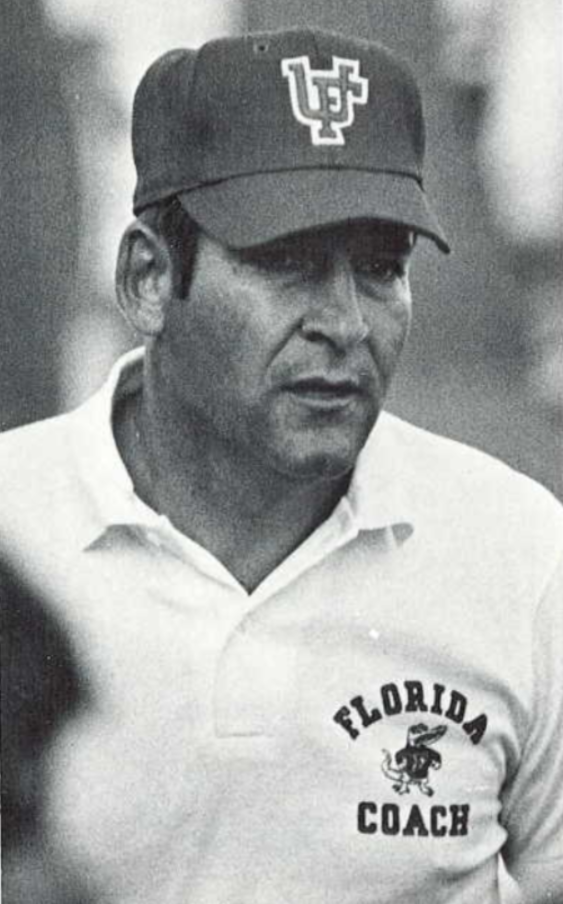
Doug Dickey en 1971.

En 1970, l'ex-quarterback de l'équipe, Doug Dickey (en) devient l'entraîneur principal des Gators pour une durée de 5 ans. Il était l'entraîneur principal des Volunteers du Tennessee au cours des 6 dernières saisons avec qui il a remporté deux titres de la Southeastern Conference et deux bowls en 5 participations.
Un des meilleurs moments pendant le passage de Doug Dickey (en) est un match connu sous le nom de Florida Flop ou Gator Flop. Lors du match joué en fin de saison régulière contre les Hurricanes de Miami, les Gators mènent facilement au score (45 à 8) alors qu'il ne reste que deux minutes à jouer. La victoire est assurée pour les Gators, et le quarterback senior John Reaves (en) n'avait besoin que de 14 yards pour battre le record NCAA détenu par Jim Plunkett du nombre de yards gagnés à la passe sur une carrière. Miami est en possession du ballon. et plusieurs joueurs défensifs de Florida persuadent Dickey qu'il est nécessaire que Miami marque rapidement pour que Reaves puisse battre ce record. Miami est proche de la zone d'en-but et la totalité de la défense des Gators tombe au sol sauf un joueur ce qui permt aux Hurricanes d'inscrire un touchdown. Revenus en possession du ballon, Reaves réussit une passe de 15 yards en trouvant son wide receiver Carlos Alvarez, action qui lui permet de battre le record. Après le coup de sifflet final, des joueurs de Floride en liesse ont sauté dans un bassin situé derrière la zone des buts habituellement utilisé par "Flipper", mascotte des Dolphins de Miami. Furieux, Fran Curci, entraîneur de Miami, a refusé de serrer la main de Dickey.
À partir de la saison 1972, les freshmans sont maintenant autorisés à jouer dans la Southeastern Conference, une première depuis 1921. Les Gators de 1972 et 1973 sont menés par le running back Nat Moore (en). Les meilleures équipes de Dickey sont celles de 1974 et 1975. En 1974, les Gators obtiennent une fiche de 8 victoires et 4 défaites, en plus d'une apparition au Sugar Bowl, bowl qu'ils perdent 13 à 10 contre les Cornhuskers du Nebraska. Les Gators de 1975 obtiennent une fiche de neuf victoires et trois défaites. Sammy Green (en) est nommé All-American par consensus et Jimmy DuBose (en) est nommé joueur de l'année dans la SEC. Les équipes de 1976 et 1977 ont comme tête d'affiche le wide receiver All-American, Wes Chandler (en), considéré comme l'un des meilleurs joueurs de l'histoire des Gators. Il est plus tard introduit au College Football Hall of Fame en 2015. La saison 1976 des Gators débute avec une défaite 24 à 21 contre les Tar Heels de la Caroline du Nord, avant que la Floride remporte les 6 parties suivantes.

### L'Ère Charley Pell (1979-1984)
Charley Pell (en) est engagé en tant que nouvel entraîneur principal du programme pour la saison 1979,. En tant qu'entraîneur principal des Tigers de Clemson, il avait obtenu un bilan de 10 victoires pour 1 défaite, et avait remporté le titre de la conférence ACC en 1978. Bien qu'il ait contribué au développement du programme des Gators, un scandale entraînant des sanctions par la NCAA donnera une mauvaise image du programme après son départ.
La saison 1979 est un désastre pour les Gators puisqu'ils ne comptent aucune victoire pour 10 défaites et 1 nul. Mike Shanahan, arrivant des Vikings du Minnesota, est alors engagé pour occuper le poste de coordinateur offensif (poste qu'il occupait en NFL). Les quarterbacks Bob Hewko (en) et Wayne Peace (en) permettent à l'équipe de terminer la saison 1980 avec 8 victoires pour 3 défaites. Ils perdent de justesse le titre de la conférence SEC lors du contre les Bulldogs de la Géorgie lesquels sont emmenés par le running back Herschel Walker. Pour gagner ce match, les Bulldogs vont réaliser une des plus grandes actions de l'histoire du football universitaire. Alors que le match arrive à sa fin et qu'il sont menés 21 à 20, Georgia se retrouve en 3e down sur leur ligne des 7 yards. Après avoir évité un plaquage dans sa zone d'en-but, le quarterback Buck Belue (en) réussit une passe vers son receveur Lindsay Scott (en) lequel est libre au milieu du terrain. Celui-ci parvient à distancer le long de la ligne de touche les joueurs défensifs des Gators et inscrit le touchdown gagnant à 7 secondes de la fin du match. Les Gators terminent ensuite leur saison par une victoire 35 à 20 sur les Terrapins du Maryland à l'occasion du Tangerine Bowl. Les Gators de 1980 marquent ainsi l'histoire de la NCAA Division I FBS car c'est la première fois qu'une équipe ayant terminé sans aucune victoire, est invitée à un bowl la saison suivante. Le programme dirigé par Pell rencontre également le succès lors des saisons suivantes avec 7 victoires en 1981, 8 en 1982 et 9 en 1983. Le point culminant de la saison 1972 est la victoire 17 à 9 contre les no 10 Trojans de l'USC, match retransmis au niveau nationale qui permet au programme de se retrouver à nouveau dans l'élite du football américain universitaire. L'équipe de 1983 termine 6e du classement de l'AP, meilleur classement final de leur histoire en fin de saison 2023. Le linebacker All-American Wilber Marshall (en) faisait partie de l'effectif lors des saisons 1982 et 1983.
La saison 1984 des Gators est considérée à l'époque comme l'une des meilleures de l'histoire de l'université.Ils remportent en effet leur premier titre de la Southeastern Conference (SEC), terminant pour la première fois de leur histoire, invaincue contre les équipes de sa conférence. Florida avait battu sèchement Georgia 27 à 0 à la suite notamment d'une passe réussie de sa zone d'en-but par le quarterback Kerwin Bell vers son receveur Ricky Nattiel, celui-ci inscrivant après réception, un touchdown après une course de 96 yards. L'attaque des Gators faisait des merveilles en partie grâce à sa ligne offensive, surnommée « Great Wall of Florida », laquelle permettait aux running backs John L. Williams (en) et Neal Anderson (en) de courir avec le ballon. Cette ligne offensive était composée de Phil Bromley, Lomas Brown (en), Billy Hinson, Crawford Ker (en), Scott Trimble et Jeff Zimmerman (en). L'équipe était classée par quelques médias comme étant la meilleure équipe au pays.
En raison de rapports de recrutement effectués en dehors de la période autorisée ainsi que d'autres infractions relatives aux règles de la NCAA commises par l'encadrement de l'équipe, Pell annonce en août 1984, qu'il prendra sa retraite après la saison 1984. Néanmoins, à la mi-septembre, lorsque la direction de l'université reçoit de la NCAA la liste de 107 infractions commises, Marshall Criser, président de l'université, décide de renvoyer Pell.

### L'Ère Galen Hall (1984-1989)
Arrivé avant le début de la saison 1984 et n'étant pas impliqué dans les infractions liées aux règles de la NCAA, le coordonnateur offensif Galen Hall (en), est désigné entraîneur principal par intérim avant le quatrième match de la saison, l'équipe ayant un bilan provisoire d'1 victoire pour 1 défaite et 1 nul. Sous sa direction, les Gators remportent 8 matchs consécutifs. Il est nommé entraîneur principal après la saison.
Interdits de bowl par le SEC, les Gators sont remplacés par les Tigers de LSU au Sugar Bowl. Deux semaines après la fin de la saison, la NCAA sanctionne les Gators pour les deux saisons suivantes, d'une interdiction d'une part de participation aux bowls et d'une interdiction de retransmission télévisée au niveau national. Les Gators sont en outre limités à 20 recrutements de joueurs par saison pour les deux saisons à venir, le nombre de joueurs étant limité à 85 en 1985 et 75 en 1986. Au printemps 1985, la direction de l'université vote (6 contre 4) pour le retrait du titre de conférence SEC 1984.
Galen Hall termine sa première saison complète avec un bilan en 1985 de 9 victoires pour 1 défaite et 1 nul. En cours de saison, son équipe est brièvement classée no 1 du pays par l'AP, une première dans l'histoire du programme. Bien qu'ayant terminé premiers de la SEC, les Gators sont inéligibles pour le titre de la conférence en raison des sanctions de la NCAA. Les sanctions au niveau des recrutements vont cependant avoir leurs pleins effets par la suite, l'équipe affichant les bilans de 6-5, 6-6, 7-6 lors des trois saisons suivantes sans apparaitre dans le Top 25 des classements nationaux.
Le meilleur joueur des Gators pendant la période Hall a été le running back All-American Emmitt Smith, qui établira le record de yards gagnés à la course de l'université et de la conférence SEC entre 1987 et 1989. Florida commence la saison 1988 avec un bilan provisoire de 5 victoires sans défaite et sont classés 14e équipe du pays. Au cours du match contre les Tigers de Memphis, Smith se blesse au genou et ne joue pas pendant un mois. Les Gators perdant ainsi quatre matchs consécutifs incapables d'inscrire un touchdown sans leur joueur vedette.
Un autre scandale relatif à des infractions aux règles de la NCAA va entacher la fin du mandat de Hall. En 1989, il admet avoir payé avec ses propres revenus un supplément de salaire à ses entraineurs adjoints, mais nie avoir payé des frais juridiques liés à la pension alimentaire d'un de ses joueurs. Robert A. Bryan (en), président intérimaire de l'université, demande et obtient la démission de Hall après le cinquième match de la saison 1989. Le coordinateur offensif Gary Darnell (en) assure l'intérim jusqu'en fin de saison. La NCAA impose une nouvelle période de probation pour le programme des Gators et les interdit de participation aux bowls jusqu'en 1990. La NCAA avait également jugé les actions de Hall suffisamment flagrantes pour qu'elle puisse interdire les retransmissions télévisées des Gators en 1990 s'il était resté entraîneur.

### L'Ère Dan Mullen (2018-2021)
Le 26 novembre 2017, l'entraîneur principal des Bulldogs de Mississippi State, Dan Mullen (en) devient le 27e entraîneur principal des Gators. Il avait précédemment été coordinateur offensif des Gators sous les ordres d'Urban Meyer entre 2005 et 2008
Lors de ses deux premières saisons, il affiche un bilan d'au moins 10 victoires (10-3 et 11-2), remportant le Peach Bowl 2018 et l'Orange Bowl 2019, tout en terminant chaque fois classés dans le Top 10 de l'Associated Press. En 2020, les Gators perdent les trois derniers matchs de la saison dont la finale de conférence SEC contre Alabama et la saison suivante sont à la peine (6-7). Mullen est viré avant le dernier match de la saison régulière.

### L'Ère Billy Napier (depuis 2022)
Le 28 novembre 2021, les Gators engagent en tant qu'entraineur principal, Billy Napier (en), entraîneur des Ragin' Cajuns de Louisiane.

## Descriptif du programme en début de saison 2025
- Couleurs :   (orange et bleu)
- Surnom : Les Gators
- Dirigeants :
  - Directeur sportif : Scott Stricklin (en)
  - Entraîneur principal : Billy Napier (en), 4e saison, bilan : 19 - 19 (50%)
- Stade :
  - Nom : Ben Hill Griffin Stadium
  - Capacité : 88 548 places
  - Surface de jeu : pelouse naturelle
  - Lieu : Gainesville, Floride
- Conférence :
  - Actuelle : Southeastern Conference (SEC)
  - Ancienne :
    - Indépendants (1906 - 1911)
    - Southern Intercollegiate Athletic Association (en) - SIAA (1912 – 1921)
    - Southern Conference (1922 – 1932)
- Division :
  - Ancienne : SEC Division Est (Eastern) (1990-2023)
- Internet :
  - Nom site Web : FloridaGators.com
  - URL : http://www.floridaGators.com
- Bilan des matchs :
  - Victoires : 768 (62,6%)
  - Défaites : 450
  - Nuls : 40
- Bilan des Bowls :
  - Victoires : 25 (51 %)
  - Défaites : 24
  - Nuls : 0
- College Football Playoff :
  - Apparitions : 0
  - Bilan : -
  - Apparitions en College Football Championship Game : 0
- Titres :
  - Titres nationaux : 3 (1996, 2006, 2008)
  - Titres de la conférence : 8 (1991, 1993, 1994, 1995, 1996, 2000, 2006, 2008)
  - Titres de la division est : 15 (1992, 1993, 1994, 1995, 1996, 1999, 2000, 2003*, 2006, 2008, 2009, 2012*, 2015, 2016, 2020)
- Joueurs :
  - Meilleures statistiques individuelles des joueurs de l'histoire des Gators (en).
  - Vainqueurs du Trophée Heisman : 3 (Steve Spurrier (en) en 1966[48], Danny Wuerffel en 1996[48], Tim Tebow en 2007[48])
  - Sélectionnés All-American : 34
- Hymne : "The Orange and Blue (en)"
- Mascotte : deux alligators dénommés « Albert et Alberta (en) »
- Fanfare : Pride of the Sunshine (en)
- Rivalités :
  - Alabama ;
  - Auburn ;
  - Florida State ;
  - Georgia ;
  - Kentucky ;
  - LSU ;
  - Miami ;
  - Tennessee.

## Palmares
(dernière mise à jour en fin de saison 2024)
- Saison par saison :

Résultats saison par saison des Gators de la Floride en football américain (en)
- Champion national :

Florida a gagné officiellement 3 titres de champion national.
L'équipe de 1984 est également reconnue comme champion national par le The Sporting News, le The New York Times et les classements Billingsley, DeVold, Dunkel, FACT, Matthews, et Jeff Sagarin. Cependant, ils sont classés no 3 au classement AP et no 7 au classement UPI Coaches'  derrière les Cougars de BYU, classés no 1 dans la plupart des classements et donc considérés comme champions nationaux à l'époque.
L'équipe de 1985 termine 5e au classement final de l'AP et ne seront reconnus comme champions nationaux que par quelques organismes de faible importante. Le programme de football américain étant sous probation au milieu des années 1980, l'université n'a jamais réclamé pour partager les titres de champion national pour les saisons 1984 et 1985.
| Saison               | Entraîneur          | Sélectionneur    | Bilan en saison régulière | Bowl                                | Adversaire                 | Résultat |
| 1996                 | Steve Spurrier (en) | AP, Coaches      | 12–1                      | Sugar Bowl 1997 (Bowl Alliance)     | Seminoles de Florida State | G 52–20  |
| 2006                 | Urban Meyer         | AP, Coaches, BCS | 13–1                      | BCS National Championship Game 2007 | Buckeyes d'Ohio State      | G 41–14  |
| 2008                 | Urban Meyer         | AP, Coaches, BCS | 13–1                      | BCS National Championship Game 2009 | Sooners de l'Oklahoma      | G 24–14  |
| Titres nationaux : 3 |                     |                  |                           |                                     |                            |          |
- Champions de conférence :

Florida a remporté un total de 8 titres de champion de la conférence SEC.
Les Gators avaient remporté leur premier titre en 1984 avec un bilan de 5 victoires sans défaite et 1 nul. Ce titre sera supprimé par la NCAA plusieurs mois après la fin de saison à la suite de plusieurs infractions commises par l'équipe de l'entraîneur principal Charley Pell. Les équipes de 1985 et de 1990 terminent également premiers de la conférence avec des bilans respectifs de 5-1 et 6-1 mais Florida n'entrera pas en ligne de compte pour le titre de champion de conférence étant inéligible à la suite de plusieurs violations des règlements NCAA par les anciennes équipes dirigeantes.
Dès la saison 1992, la conférence SEC ayant été coupée en deux divisions, le titre se joue lors d'une finale de conférence.
Les Gators en ont remporté sept et perdu cinq et n'ont pu disputer à deux reprises la finale à cause de sanctions de la NCAA.
| Saison                               | Conférence | Entraîneur          | Bilan de saison | Bilan en conférence |
| 1924                                 | SoCon      | Wallace Wade (en)   | 8–1             | 5–0                 |
| 1991                                 | SEC        | Steve Spurrier (en) | 10–2            | 7–0[54]             |
| 1993                                 | SEC        | Steve Spurrier (en) | 11–2            | 7–1[55]             |
| 1994                                 | SEC        | Steve Spurrier (en) | 10–2–1          | 7–1[56]             |
| 1995                                 | SEC        | Steve Spurrier (en) | 12–1            | 8–0[57]             |
| 1996                                 | SEC        | Steve Spurrier (en) | 12–1            | 8–0[58]             |
| 2000                                 | SEC        | Steve Spurrier (en) | 10–3            | 7–1[59]             |
| 2006                                 | SEC        | Urban Meyer         | 13–1            | 7–1[60]             |
| 2008                                 | SEC        | Urban Meyer         | 13–1            | 7–1[61]             |
| Titres de champion de conférence : 8 |            |                     |                 |                     |
- Champions de division :

La conférence SEC a été coupée en deux divisions à partir de la saison 1992. Florida se trouve dans la division Est (Eastern).
| Saison                              | Conférence | Division | Match de conférence       | Match de conférence |
| Saison                              | Conférence | Division | Adversaire                | Résultat            |
| 1992†                               | SEC        | Est      | Crimson Tide de l'Alabama | P, 21 - 28[62]      |
| 1993                                | SEC        | Est      | Crimson Tide de l'Alabama | G, 28 - 13[55]      |
| 1994                                | SEC        | Est      | Crimson Tide de l'Alabama | G, 24 - 23[56]      |
| 1995                                | SEC        | Est      | Razorbacks de l'Arkansas  | G, 34 - 3[57]       |
| 1996                                | SEC        | Est      | Crimson Tide de l'Alabama | G, 45 - 30[58]      |
| 1999                                | SEC        | Est      | Crimson Tide de l'Alabama | P, 7 - 34[63]       |
| 2000                                | SEC        | Est      | Tigers d'Auburn           | G, 28 - 6[59]       |
| 2003†                               | SEC        | Est      | –                         | –[64]               |
| 2006                                | SEC        | Est      | Razorbacks de l'Arkansas  | G, 38 - 28[60]      |
| 2008                                | SEC        | Est      | Crimson Tide de l'Alabama | G, 31 - 20[61]      |
| 2009                                | SEC        | Est      | Crimson Tide de l'Alabama | P, 13 - 32[65]      |
| 2012†                               | SEC        | Est      | –                         | –[66]               |
| 2015                                | SEC        | Est      | Crimson Tide de l'Alabama | P, 15 - 29[67]      |
| 2016                                | SEC        | Est      | Crimson Tide de l'Alabama | P, 16 - 54[68]      |
| 2020                                | SEC        | Est      | Crimson Tide de l'Alabama | P, 46 - 52[69]      |
| Titres de champion de division : 15 |            |          |                           |                     |
| † = co-champions                    |            |          |                           |                     |
- Bowls :

| Saison                                   | Entraîneur               | Bowl                                | Adversaire           | Résultat |
| 1912                                     | George E. Pyle           | Bacardi Bowl 1912                   | Vedado Athletic Club | G, 28-0  |
| 1952                                     | Bob Woodruff             | Gator Bowl 1953                     | Tulsa                | G, 14-13 |
| 1958                                     | Bob Woodruff             | Gator Bowl 1958                     | Mississippi          | P, 3-7   |
| 1960                                     | Ray Graves               | Gator Bowl 1960                     | Baylor               | G, 13-12 |
| 1962                                     | Ray Graves               | Gator Bowl 1962                     | Penn State           | G, 17-7  |
| 1965                                     | Ray Graves               | Sugar Bowl 1966                     | Missouri             | P, 18-20 |
| 1966                                     | Ray Graves               | Orange Bowl 1967                    | Georgia Tech         | G, 27-12 |
| 1969                                     | Ray Graves               | Gator Bowl 1969                     | Tennessee            | G, 14-13 |
| 1973                                     | Doug Dickey              | Tangerine Bowl 1973                 | Miami (OH)           | P, 7-16  |
| 1974                                     | Doug Dickey              | Sugar Bowl 1974                     | Nebraska             | P, 10-13 |
| 1975                                     | Doug Dickey              | Gator Bowl 1975                     | Maryland             | P, 0-13  |
| 1976                                     | Doug Dickey              | Sun Bowl 1977                       | Texas A&M            | P, 14-27 |
| 1980                                     | Charley Pell             | Tangerine Bowl 1980                 | Maryland             | G, 35-20 |
| 1981                                     | Charley Pell             | Peach Bowl 1981                     | West Virginia        | P, 6-26  |
| 1982                                     | Charley Pell             | Astro-Bluebonnet Bowl 1982          | Arkansas             | P, 24-28 |
| 1983                                     | Charley Pell             | Gator Bowl 1983                     | Iowa                 | G, 14-6  |
| 1987                                     | Galen Hall               | Aloha Bowl 1987                     | UCLA                 | P, 16-20 |
| 1988                                     | Galen Hall               | All-American Bowl 1988              | Illinois             | G, 14-10 |
| 1989                                     | Gary Darnell             | Freedom Bowl 1989                   | Washington           | P, 7-34  |
| 1991                                     | Steve Spurrier           | Sugar Bowl 1992                     | Notre Dame           | P, 28-39 |
| 1992                                     | Steve Spurrier           | Gator Bowl 1992                     | NC State             | G, 27-10 |
| 1993                                     | Steve Spurrier           | Sugar Bowl 1994                     | West Virginia        | G, 41-7  |
| 1994                                     | Steve Spurrier           | Sugar Bowl 1995                     | Florida State        | P, 17-23 |
| 1995                                     | Steve Spurrier           | Fiesta Bowl 1996                    | Nebraska             | P, 24-62 |
| 1996                                     | Steve Spurrier           | Sugar Bowl 1997                     | Florida State        | G, 52-20 |
| 1997                                     | Steve Spurrier           | Florida Citrus Bowl 1998            | Penn State           | G, 21-6  |
| 1998                                     | Steve Spurrier           | Orange Bowl 1999                    | Syracuse             | G, 31-10 |
| 1999                                     | Steve Spurrier           | Florida Citrus Bowl 2000            | Michigan State       | P, 34-37 |
| 2000                                     | Steve Spurrier           | Sugar Bowl 2001                     | Miami (FL)           | P, 20-37 |
| 2001                                     | Steve Spurrier           | Orange Bowl 2002                    | Maryland             | G, 56-23 |
| 2002                                     | Ron Zook                 | Outback Bowl 2003                   | Michigan             | P, 30-38 |
| 2003                                     | Ron Zook                 | Outback Bowl 2004                   | Iowa                 | P, 17-37 |
| 2004                                     | Charlie Strong (interim) | Peach Bowl 2004                     | Miami (FL)           | P, 10-27 |
| 2005                                     | Urban Meyer              | Outback Bowl 2006                   | Iowa                 | G, 31-24 |
| 2006                                     | Urban Meyer              | BCS National Championship Game 2007 | Ohio State           | G, 41-14 |
| 2007                                     | Urban Meyer              | Capital One Bowl 2008               | Michigan             | P, 35-41 |
| 2008                                     | Urban Meyer              | BCS National Championship Game 2009 | Oklahoma             | G, 24-14 |
| 2009                                     | Urban Meyer              | Sugar Bowl 2010                     | Cincinnati           | G, 51-24 |
| 2010                                     | Urban Meyer              | Outback Bowl 2011                   | Penn State           | G, 37-24 |
| 2011                                     | Will Muschamp            | Gator Bowl 2012                     | Ohio State           | G, 24-17 |
| 2012                                     | Will Muschamp            | Sugar Bowl 2013                     | Louisville           | P, 23-33 |
| 2014                                     | D. J. Durkin (interim)   | Birmingham Bowl 2015                | East Carolina        | G, 28-20 |
| 2015                                     | Jim McElwain             | Citrus Bowl 2016                    | Michigan             | P, 7-41  |
| 2016                                     | Jim McElwain             | Outback Bowl 2017                   | Iowa                 | G, 30-3  |
| 2018                                     | Dan Mullen               | Peach Bowl 2018                     | Michigan             | G, 41-15 |
| 2019                                     | Dan Mullen               | Orange Bowl 2019                    | Virginia             | G, 36-28 |
| 2020                                     | Dan Mullen               | Cotton Bowl Classic 2020            | Oklahoma             | P, 20-55 |
| 2021                                     | Greg Knox (interim)      | Gasparilla Bowl 2021                | UCF                  | P, 17-29 |
| 2022                                     | Billy Napier             | Las Vegas Bowl 2022                 | Oregon State         | P, 3-30  |
| 2024                                     | Billy Napier             | Gasparilla Bowl 2024                | Tulane               | G, 33-8  |
| Bilan : 25 victoires, 24 défaites, 0 nul |                          |                                     |                      |          |

## Entraîneurs
| Saisons     | Name            |
| ----------- | --------------- |
| 1911 - 1913 | G.E. Pyle       |
| 1914 - 1916 | C.J. McCoy      |
| 1917 - 1919 | Al Buser        |
| 1920 - 1922 | William Kline   |
| 1923 - 1924 | James Van Fleet |
| 1925 - 1927 | Tom Sebring     |
| 1928 - 1932 | Charlie Bachman |
| 1933 - 1935 | Dutch Stanley   |
| 1936 - 1939 | Josh Cody       |
| 1940 - 1945 | Tom Lieb        |
| 1946 - 1949 | Raymond Wolf    |
| 1950 - 1959 | Bob Woodruff    |
| 1960 - 1969 | Ray Graves      |
| 1970 - 1978 | Doug Dickey     |
| Source      |                 |

| Saisons     | Name           |
| ----------- | -------------- |
| 1979 - 1984 | Charley Pell   |
| 1984 - 1989 | Galen Hall     |
| 1989 - 1989 | Gary Darnell   |
| 1990 - 2001 | Steve Spurrier |
| 2002 - 2004 | Ron Zook       |
| 2004 - 2004 | Charlie Strong |
| 2005 - 2010 | Urban Meyer    |
| 2011 - 2014 | Will Muschamp  |
| 2014 - 2014 | D.J. Durkin    |
| 2015 - 2017 | Jim McElwain   |
| 2017 - 2017 | Randy Shannon  |
| 2018 - 2021 | Dan Mullen     |
| Depuis 2022 | Billy Napier   |
| Source      |                |

## Trophées et récompenses

### Récompenses individuelles
| Années | Noms                | Postes |
| ------ | ------------------- | ------ |
| 1966   | Steve Spurrier (en) | QB     |
| 1996   | Danny Wuerffel      | QB     |
| 2007   | Tim Tebow           | QB     |

| - Maxwell Award Danny Wuerffel (1996) Tim Tebow (2007, 2008) - Walter Camp Award Danny Wuerffel (1996) - Sammy Baugh Trophy John Reaves (1971) Danny Wuerffel (1995) - Davey O'Brien Award Danny Wuerffel (1995, 1996) Tim Tebow (2007) - Rimington Trophy Maurkice Pouncey (2009) - Ray Guy Award Chas Henry (2010) - Jim Thorpe Award Lawrence Wright (1996) - Johnny Unitas Golden Arm Award Danny Wuerffel (1996) | - Chic Harley Award Steve Spurrier (1966) Tim Tebow (2007) - Lou Groza Award Judd Davis (1993) - John Mackey Award Aaron Hernandez (2009) Kyle Pitts (2020) - Draddy Trophy Brad Culpepper (1991) Danny Wuerffel (1996) Tim Tebow (2009) - Wuerffel Trophy Tim Tebow (2008) - Manning Award Tim Tebow (2008) - Rhodes Scholarship William McRae (1933) Bill Kynes (1977) |

## Gators au College Football Hall of Fame
| Nom                   | Poste                   | Saisons             | Intronisation |
| --------------------- | ----------------------- | ------------------- | ------------- |
| Carlos Alvarez (en)   | Wide receiver           | 1969–1971           | 2011          |
| Charlie Bachman (en)  | Entraîneur              | 1928–1932           | 1978          |
| Lomas Brown (en)      | OT                      | 1981–1984           | 2020          |
| Wes Chandler (en)     | Wide receiver           | 1974–1977           | 2015          |
| Doug Dickey (en)      | Entraîneur              | 1970–1978           | 2003          |
| Ray Graves (en)       | Entraîneur              | 1960–1969           | 1990          |
| Marcelino Huerta (en) | Entraîneur              | 1947–1949           | 2002          |
| Wilber Marshall (en)  | Linebacker              | 1980–1983           | 2008          |
| Emmitt Smith          | Running back            | 1987–1989           | 2006          |
| Steve Spurrier (en)   | Quarterback, Entraîneur | 1963–1966 1990–2001 | 1986 2017     |
| Dale Van Sickel (en)  | End                     | 1927–1929           | 1975          |
| Tim Tebow             | Quarterback             | 2006-2009           | 2023          |
| Danny Wuerffel        | Wide receiver           | 1993–1996           | 2013          |
| Jack Youngblood       | Defensive end           | 1967–1970           | 1992          |

- Steve Spurrier (en) a été intronisé au Hall of Fame en 1986 en tant que vainqueur du Trophée Heisman et quarterback des Gators de 1964 à 1966 ainsi que pour sa carrière d'entraîneur à Duke, Florida et South Carolina. Il est un des quatre membre du College Football Hall of Fame à y avoir été intronisé à la fois en tant que joueur et entraîneur[71] ;
- Doug Dickey (en), quarterback des Gators en 1951 et 1952, a été intronisé au Hall of Fame en 2003 pour sa carrière d'entraîneur à Tennessee (1964-1969) et Florida (1970-1978) ;
- Marcelino Huerta (en), lineman des Gators de 1947 à 1949, est intronisé en 2002 pour sa carrière d'entraîneur chez les Tampa (en), Wichita State et Parson.

## Ring of Honor
L'association sportive de l'université de Floride a instauré en 2006, un Ring of Honor pour son programme de football américain afin d'honorer ses plus grands joueurs et entraîneurs à l'issue de ses 100 premières années d'existence. Les Gators n'ont aucun maillot retiré. Même si ceux de Steve Spurrier (en) (no 11) et de Scot Brantley (en) (no 55) l'ont été dans les années 1970s, Spurrier les a réattribués lorsqu'il est devenu entraîneur des Gators. Depuis les numéros des joueurs membre du Ring of Honor peuvent être réattribués aux joueurs actuels.
À l'origine, les membres du Ring of Honor avaient leur maillot peint sur la façade de la end-zone du Ben Hill Griffin Stadium. Lorsque des plus grands écrans vidéo ont été installés à cet endroit quelques années plus tard, les intronisés pouvaient être identifiés sur des panneaux de 18 pieds de large situés au sommet de la tribune de la zone nord.
Les cinq intronisés en 2006 et 2007 ont été rejoints par Tim Tebow en 2018.
Pour être éligible au Ring of Honor, un ancien joueur ou entraîneur ne doit plus être présent au sein de l'université depuis au moins cinq ans et répondre à au moins un des critères énumérés ci-après :
- Vainqueur du Trophée Heisman (Spurrier, Wuerffel, Tebow) ;
- Ancien joueur All-America intronisé au Pro Football Hall of Fame (Smith, Youngblood) ;
- Ancien joueur All-America qui a eu une carrière de leader en NFL (Smith) ;
- Ancien joueur ayant eu une carrière de leader en NCAA (Tebow) ;
- Entraîneur avec au moins un titre de champion de la NCAA Division I FBS (Spurrier) ;
- Entraîneur avec au moins trois titres de champion de la conférence SEC (Spurrier) ;
- Joueur avec au moins deux sélections par consensus All-America et désigné meilleur joueur offensif ou défensif de la saison NCAA (Marshall, Tebow).

Actuellement, la seule personne répondant à ces critères pour être intronisé au Ring est Urban Meyer, entraîneur vainqueur à deux reprises du championnat de la NCAA Division I FBS.
| N° | Nom                  | Poste         | Saisons                                   | Intronisation |
| -- | -------------------- | ------------- | ----------------------------------------- | ------------- |
| 22 | Emmitt Smith         | Running back  | 1987–1989                                 | 2006          |
| 11 | Steve Spurrier (en)  | QB            | 1964–1966 (joueur) 1990–2001 (entraîneur) | 2006          |
| 07 | Danny Wuerffel       | Quarterback   | 1993–1996                                 | 2006          |
| 74 | Jack Youngblood      | Defensive end | 1967–1970                                 | 2006          |
| 88 | Wilber Marshall (en) | Linebacker    | 1980–1983                                 | 2007          |
| 15 | Tim Tebow            | Quarterback   | 2006–2009                                 | 2018          |

## Équipement

### Uniforme
L'équipe de football américain des Gators a porté à domicile un uniforme composé de maillots bleus (généralement une variante du bleu royal) avec un pantalon blanc pendant la majeure partie de l'histoire du programme. L'exception la plus notable a été une période d'une décennie (1979-1989), lorsque, à la suggestion de l'entraîneur Charlie Pell, les Gators sont passés aux maillots orange pour les matchs à domicile. Pour les matchs en déplacement, les Gators portaient des maillots blancs avec un pantalon bleu, orange ou blanc, selon les couleurs de l'adversaire ou le choix des joueurs cette semaine-là.
Steve Spurrier restaure les maillots bleus locaux lorsqu'il devient entraîneur principal des Gators en 1990. De 1990 à 2014, les principaux uniformes de Florida étaient des maillots bleus avec un pantalon blanc, le pantalon bleu étant une option pour les matchs de haut niveau, joués en particulier la nuit. L'ancien entraîneur Jim McElwain permettait généralement à ses joueurs seniors de décider quelle combinaison d'uniforme porter pour chaque match. Depuis que cette pratique a commencé au cours de la saison 2015, les Gators ont porté de nombreuses combinaisons différentes de maillots bleus ou orange avec des pantalons bleus, orange ou blancs.
Florida a parfois porté des uniformes alternatifs, qui sont généralement similaires aux uniformes actuels ou anciens en utilisant une palette de couleurs orange et bleue. L'exception a été les uniformes « vert marais » utilisés lors du match à domicile contre Texas A&M en octobre 2017. Ceux-ci utilisaient un thème vert foncé pour l'ensemble de l'uniforme, des chaussures au casque, inspiré de l'apparence de vrais alligators. L'uniforme marquait le 25e anniversaire de l'ancien entraîneur Steve Spurrier.

Maillots
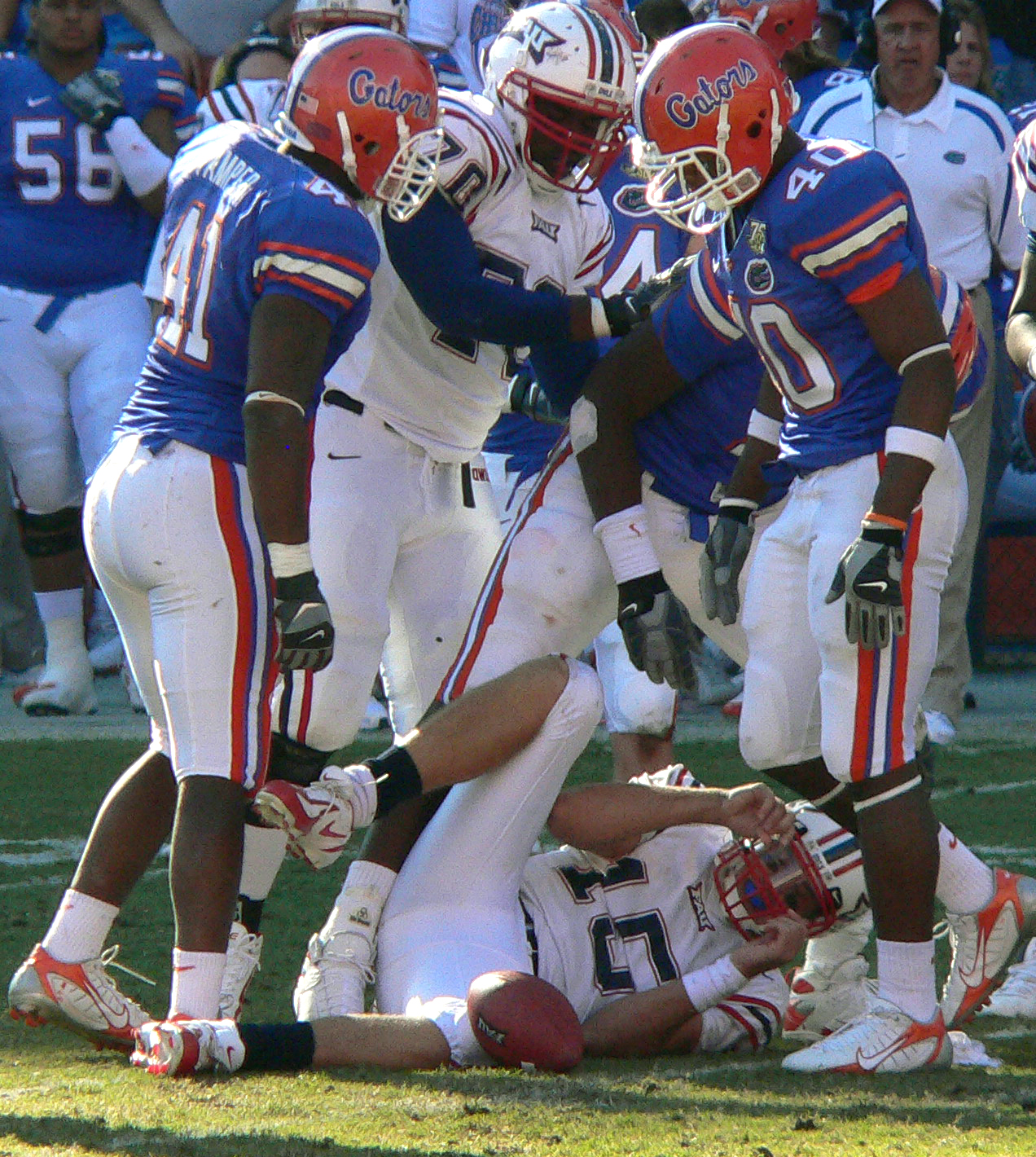
Uniforme le plus habituel pour les matchs à domicile depuis 1990.
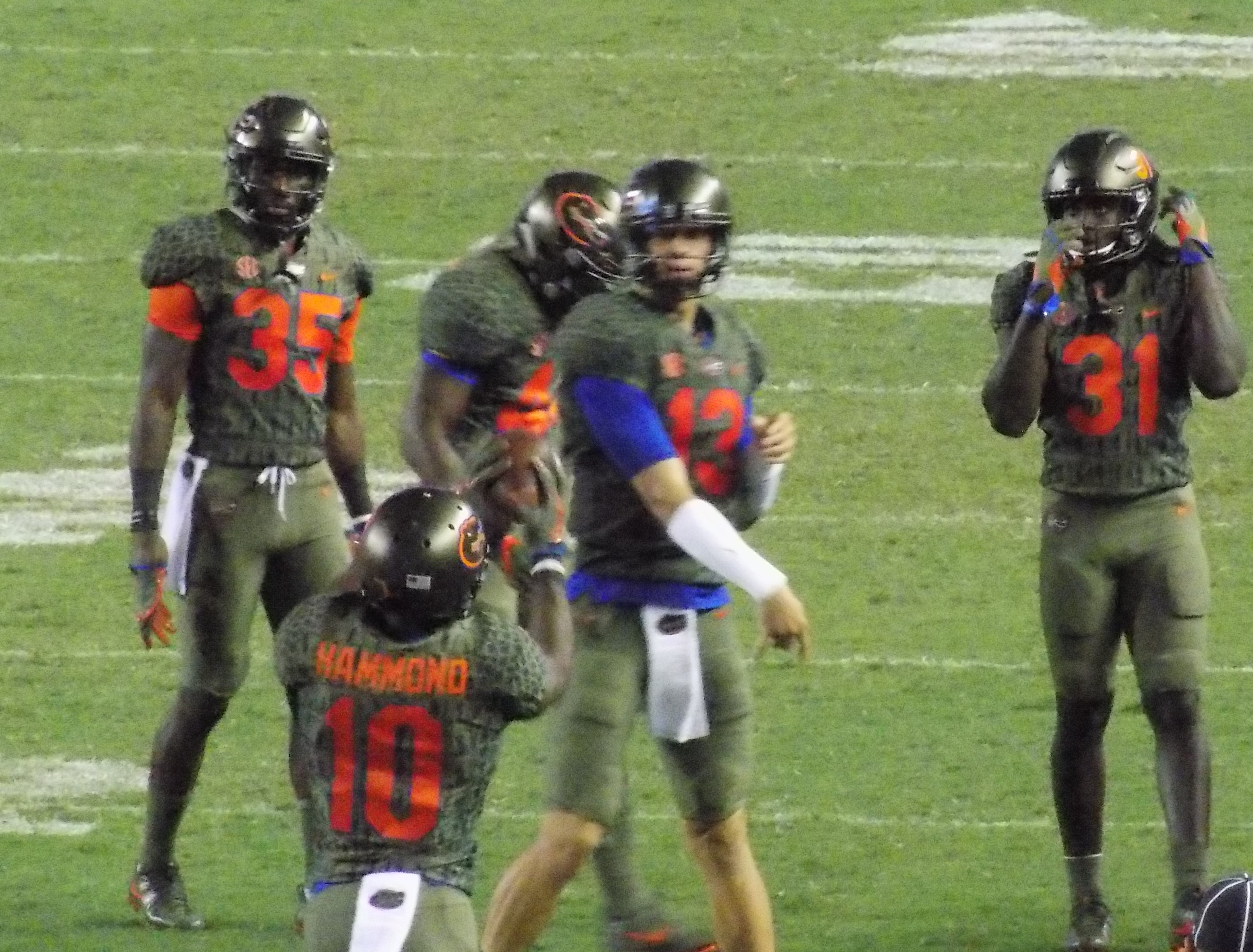
Uniforme alternatif Swamp green en octobre 2017.

### Casque
Florida a eu un certain nombre de modèles de casques différents, surtout au début de l'histoire du programme. Depuis la fin de l'ère des casques en cuir, les couleurs de base ont alterné entre l'orange, le blanc et (parfois) le bleu. Les logos sont variés, le nom « Gators », un « UF » imbriqué, un simple « F » ou le numéro du joueur[164].
De 1979 à 2006, les Gators portaient des casques orange avec le logo « Gators » dans toutes les compétitions. Pour commémorer le 100e anniversaire du programme de football américain en 2006, les Gators ont joué un match en portant des uniformes rétro inspirés de leurs uniformes du milieu des années 1960s, qui comprenaient des casques blancs avec un simple logo « F ». En 2009, les Gators ont participé à la campagne d'uniformes Pro Combat de Nike, portant des uniformes bleus spécialement conçus et des casques blancs avec un logo « F » incliné. Ces uniformes ont été portés lors du dernier match de saison régulière contre Florida State, et les casques blancs ont été portés à nouveau la semaine suivante contre Alabama lors du match de la finale de conférence SEC avec des maillots et des pantalons blancs.
Florida a introduit un casque alternatif blanc différent en 2015 qui comportait le logo « Gators » d'un côté et le logo « F » incliné de l'autre, et en 2018 a remplacé « F » incliné par le logo « Gators » des deux côtés. En 2017, les Gators ont porté des casques « vert marais » pendant un match. Ces casques vert foncé comportaient d'un côté, un logo « Gator » aux couleurs modifiées et de l'autre, le numéro du joueur en orange.
Pour le match à domicile de 2019 contre Auburn, Florida portait les mêmes uniformes que ceux du milieu des années 1960, y compris les casques blancs avec le logo « F » bleu dans un contour circulaire orange. Les Gators ont porté les casques bleus lors de deux autres matchs en 2020 : la version modifiée des années 1960 avec le logo orange « F » dans un contour circulaire orange pour leur match à domicile contre le Missouri, et la version traditionnelle avec le mot « Gators » en police orange pour leur match en déplacement contre Tennessee. L'équipe portait à nouveau les uniformes des années 1960 pour le match à domicile de 2021 contre Vanderbilt, mais avec des casques orange comprenant le logo « UF » imbriqué.
Pour commémorer le 20e anniversaire des attentats du 11 septembre, les Gators portaient des casques blancs avec le mot « Gators » au style drapeau américain rouge, blanc et bleu pour le match en déplacement à South Florida.

### Logo

Les logos
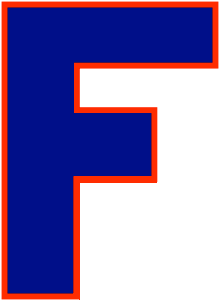
Logo du casque des Gators au milieu des années 1960s.
Logo principal des casques depuis 1979.
Logo alternatif des équipes sportives de Florida depuis le début des années 2000s.

## Les infrastructures

### Le Ben Hill Griffin Stadium

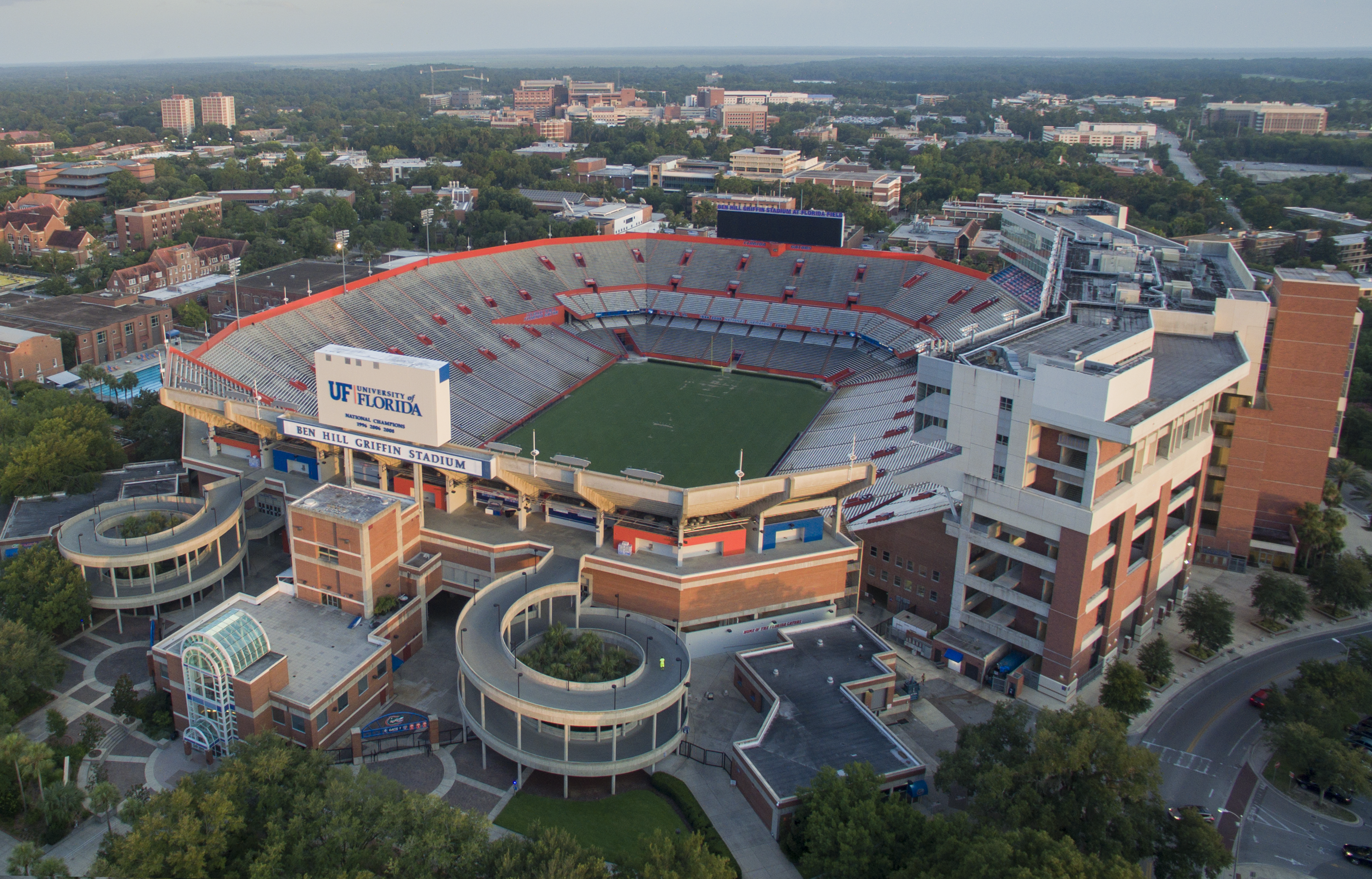
Le Ben Hill Griffin Stadium en 2015

Le Ben Hill Griffin Stadium est le domicile de l'équipe de football américain de l'Université de Floride.
Il est situé au nord-est du campus de l'université, à côté du O'Connell Center (en), infrastructure exploité par l'équipe de basket-ball des Gators. Le Ben Hill Griffin Stadium possède 88 548 places assises. Il est aussi le 13e plus grand stade aux États-Unis et le 18e plus grand stade au monde en termes de capacité.
Le 8 novembre 1930, le stade est inauguré sous le Florida Field. Il succède au Fleming Field (en), stade de l'équipe de football entre 1911 et 1930, en tant que domicile du programme. À son inauguration, le stade possède 22 000 places assises. De son inauguration jusqu'en 1970, la surface du terrain est du gazon naturel. À partir de 1971, c'est de la pelouse artificielle d'AstroTurf qui est utilisé. En 1989, l'université décide de renommer le stade en l'honneur de Ben Hill Griffin Jr. (en), un homme d'affaires, ayant étudié à l'université de Floride. Aussi, la même année, la surface du terrain devient du chiendent pied-de-poule, aussi connu sous le nom de Bermuda grass.

### Le Ballpark
Le Ballpark (en) est le premier stade de l'histoire de programme. Il est utilisé par l'équipe pendant leurs cinq premières saisons d'existence, de 1906 à 1910. Le Ballpark est remplacé par le Fleming Field (en) en 1911.

### Le Fleming Field
Le Fleming Field (en) est le deuxième domicile de l'histoire du programme. Le terrain est ouvert en 1911 et est exploité par l'équipe de football, d'athlétisme et de baseball. L'équipe de football change d'infrastructure en 1930, alors que l'équipe de baseball l'utilise jusqu'en 1949. L'équipe d'athlétisme l'utilise jusqu'en 1931. De 1916 à 1929, il est aussi utilisé pour des parties de l'entraînement de printemps des Ligues majeures de baseball (MLB).

## Les rivalités
| Rivalité           | Surnom | Trophée | Bilan des Gators | Bilan des Gators | Bilan des Gators | Bilan des Gators | Bilan des Gators | Premier match | Dernier match |
| ------------------ | --- | --- | --- | --- | --- | --- | --- | --- | --- |
| Rivalité           | Surnom | Trophée | Nb. | V. | D. | N. | % | Premier match | Dernier match |
| Alabama (en)       | - | - | 42 | 14 | 27 | 0 | 33,3 | 1916 | 2021 |
| Auburn (en)        | - | - | 84 | 39 | 43 | 2 | 46,4 | 1912 | 2019 |
| Florida State (en) | Sunshine Showdown | Florida Cup | 68 | 38 | 28 | 2 | 55,9 | 1958 | 2024 |
| Georgia (en)       | Florida-Georgia Game | Okefenokee Oar | 102† | 44 | 56 | 2 | 43,1 | 1904 | 2024 |
| Kentucky (en)      | - | - | 75 | 54 | 21 | 0 | 72,0 | 1917 | 2024 |
| LSU (en)           | Swamp Bowl | - | 70‡ | 34 | 31 | 3 | 48,6 | 1937 | 2024 |
| Miami              | - | Florida Cup (depuis 2002) Seminole War Canoe | 57 | 27 | 30 | 0 | 47,3 | 1938 | 2024 |
| Tennessee (en)     | - | - | 54 | 32 | 22 | 0 | 59,3 | 1916 | 2024 |
| Notes :            | † : Selon Florida 101 matchs (44-55-2), selon Georgia 102 maychs (44-56-2) ‡ : 3 victoires de LSU ont été annulées à la suite de sanctions de la NCAA | † : Selon Florida 101 matchs (44-55-2), selon Georgia 102 maychs (44-56-2) ‡ : 3 victoires de LSU ont été annulées à la suite de sanctions de la NCAA | † : Selon Florida 101 matchs (44-55-2), selon Georgia 102 maychs (44-56-2) ‡ : 3 victoires de LSU ont été annulées à la suite de sanctions de la NCAA | † : Selon Florida 101 matchs (44-55-2), selon Georgia 102 maychs (44-56-2) ‡ : 3 victoires de LSU ont été annulées à la suite de sanctions de la NCAA | † : Selon Florida 101 matchs (44-55-2), selon Georgia 102 maychs (44-56-2) ‡ : 3 victoires de LSU ont été annulées à la suite de sanctions de la NCAA | † : Selon Florida 101 matchs (44-55-2), selon Georgia 102 maychs (44-56-2) ‡ : 3 victoires de LSU ont été annulées à la suite de sanctions de la NCAA | † : Selon Florida 101 matchs (44-55-2), selon Georgia 102 maychs (44-56-2) ‡ : 3 victoires de LSU ont été annulées à la suite de sanctions de la NCAA | † : Selon Florida 101 matchs (44-55-2), selon Georgia 102 maychs (44-56-2) ‡ : 3 victoires de LSU ont été annulées à la suite de sanctions de la NCAA | † : Selon Florida 101 matchs (44-55-2), selon Georgia 102 maychs (44-56-2) ‡ : 3 victoires de LSU ont été annulées à la suite de sanctions de la NCAA |

### Alabama
La série commence en 1916 mais beaucoup d'observateurs considèrent que la rivalité a réellement débuté en 1992 à la suite de la création d'une finale de conférence dans la SEC.
Florida a disputé 13 de ces 30 finales pour 14 à Alabama. 10 de ces matches les ont opposés, Alabama en remportant 6, la dernière finale datant de la saison 2020 avec la victoire d'Alabama 52 à 46
Alabama mène la série avec 27 victoires pour 14 à Florida, le dernier match ayant eu lieu en 2021.

### Auburn
Les équipes d'Auburn et de Florida se sont rencontrées chaque année entre 1945 et 2002. Par la suite, les rencontres se sont plus espacées, la conférence SEC ayant d'une part réformé ses schémas de rencontres entre membres de ses deux divisions et d'autre part augmenté le nombre de ses membres en 2012. C'est ainsi que Florida et Auburn ne se rencntrent plus que deux fois en douze saisons.
Auburn mène la série avec 43 victoires pour 39 à Florida et 2 nuls en fin de saison 2023.

### Florida State

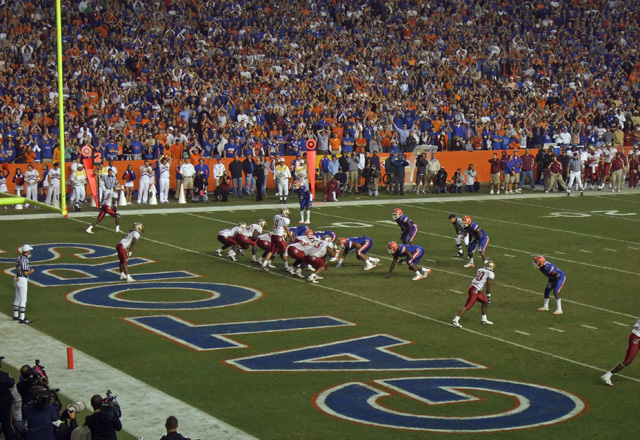
Le match Floride-Florida State en 2007.

L'université de Floride et le Florida State College For Women sont devenus mixtes en 1947. La nouvelle équipe de football américain des Seminoles de Florida State commence à jouer contres de petites universités pour rejoindre progressivement l'élite universitaire en 1955. Presque immédiatement, les fans des deux équipes demandent pour que les deux plus grandes universités de Floride puissent se rencontrer chaque saison. Contrairement à la croyance populaire, l'État de Floride n'a pas accepté que les deux universités s'affrontent chaque saison, le Sénat de Floride refusant le projet de loi qui lui est présenté. Cependant, Thomas LeRoy Collins, gouverneur de Floride, entérine un accord entre les deux universités pour qu'une série annuelle puisse débuter en 1958. Le stade de Florida State étant plus petit, les six premiers matchs de rivalité sont disputés au Florida Field. Depuis 1964 et l'agrandissement du Doak Campbell Stadium de Tallahassee, les matchs se jouent en alternance sur les deux campus.
Les deux équipes se sont rencontrées à treize reprises alors qu'elles étaient classées dans le Top 10 des classements officiels du pays comme lors du Sugar Bowl 1997 remporté 52 à 20 par Florida lui permettant d'obtenir le titre de champion de la saison 1996.
La Floride a dominé le début de la série, enregistrant 16 victoires, 2 défaites et un nul jusqu'en 1976. Les deux équipes ont connu ensuite des séries de victoires consécutives. Lors des quatre dernières décennies, les victoires sont quasiment partagées.
Fin de saison 2024, Florida mène la série avec 38 victoires pour 28 à Florida State et 2 nul.

### Georgia

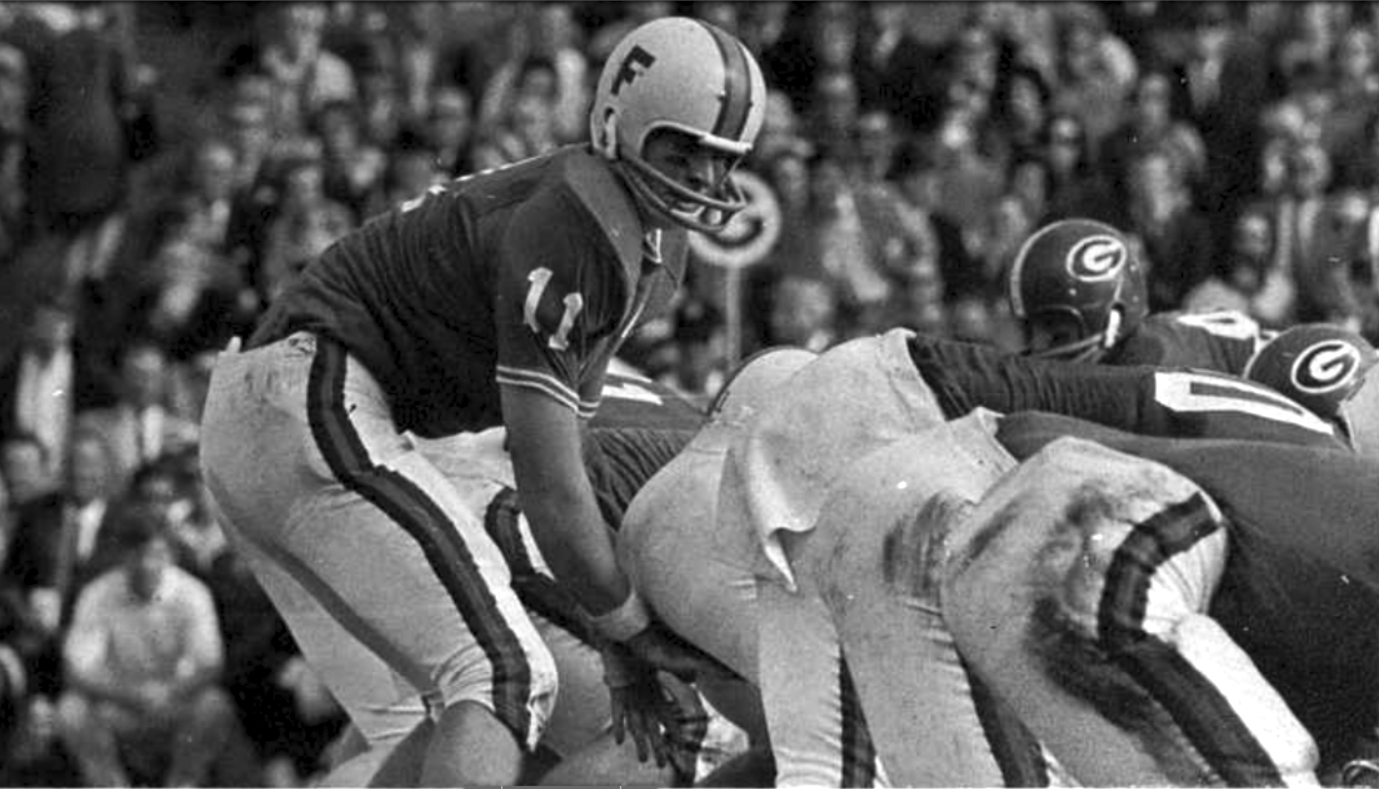
Steve Spurrier lors d'un match contre la Georgia en 1966.

Historiquement, les Bulldogs de la Géorgie sont les plus grands rivaux des Gators. Anciennement connue sous la dénomination The World's Largest Outdoor Cocktail Party, et actuellement plus fréquemment appelée Florida-Georgia Game par les partisans des Gators, la rivalité décide généralement du champion de la division Est de la Southeastern Conference. Les matchs de rivalité sont normalement disputés au TIAA Bank Field de Jacksonville en Floride lors du dernier samedi du mois d'octobre ou lors du premier samedi du mois de novembre. L'équipe désignée comme équipe à domicile alterne au fils des ans, le bénéfice de la vente de billets étant partagé entre les deux universités. Depuis 2009, le trophée dénommé Okefenokee Oar est remis au vainqueur du match de rivalité.
En fin de la saison 2024, les Bulldogs mènent la série avec 56 victoires pour 44 aux Gators et 2 nul.

### Kentucky

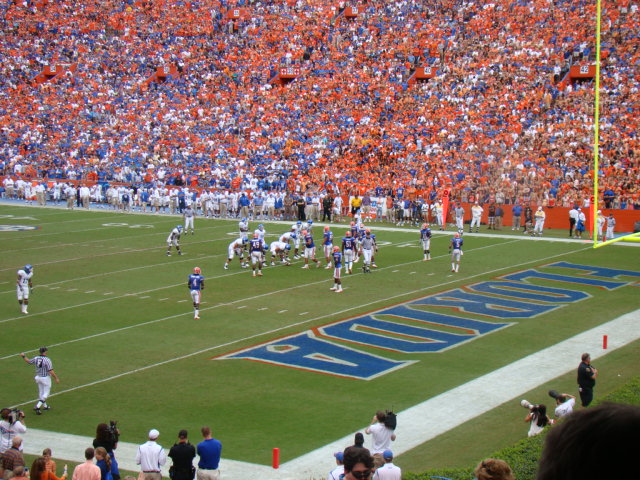
Rencontre de 2008 gagnée 63 à 5 par Florida contre Kentucky.

Lorsque la conférence SEC s'est scindée en deux divisions en 1992, les programmes de football américain de Florida et de Kentucky ont été placés dans la SEC East, ce qui leur garantissait une rencontre par saison, chose qu'ils faisaient déjà depuis la saison 1967. Malgré la suppression des deux divisions en fin de saison 2023, les deux programmes se rencontreront encore en 2024.
Entre 1987 et 2017, Florida a remporté toutes les rencontres de cette rivalité. Cette série de 31 victoires est la 3e plus longue de la NCAA Division I FBS et la plus longue de la conférence SEC. Depuis 2017, la série est devenue très compétitive (4-3 entre les 2 équipes), la moyenne de marge de victoire étant de 11,4 points. Cette rivalité est donc relativement récente même si la première rencontre entre les deux université date de 1917.
Florida mène la série avec 54 victoires pour 21 à Kentucky en fin de saison 2024.

### LSU
Les Tigers de LSU et les Gators de la Floride se sont affrontés pour la première fois en 1937. Ils se rencontrent chaque année depuis la saison 1971. Depuis 1992, LSU est devenu le rival inter-division des Gators dans la division ouest de la Southeastern Conference. Le vainqueur de l'affrontement Florida-LSU a remporté la finale nationale (Bowl Championship Series) lors des saisons 2006, 2007, 2008 et 2019. Cette rivalité est devenue très réputée à la suite de scores très serrés et parce que les deux équipes étaient classées très hautes dans les classements nationaux. Fin de saison 2024, Florida mène la saérie avec 34 victoires pour 31 à LSU et 3 nuls, trois victoires de LSU ayant été annulées par la NCAA (saisons 2013, 2014 et 2015).

### Miami
Les Hurricanes de Miami sont les seuls vrais rivaux de l'État d'avant la seconde guerre mondiale qui jouent toujours actuellement au haut niveau universitaire. La rivalité avec Miami a commencé en 1938 et s'est poursuivie annuellement jusqu'en 1987. À la suite de deux exppension de la Conférence SEC, les rencontres n'ont plus eu lieu. Elles ont du attendre le Sugar Bowl 2001 pour se rencontrer à nouveau. La série a brièvement repris en 2002 et 2003 et en 2004 à l'occasion du Peach Bowl. Depuis elles ne se rencontrent que très épisodiement en match aller et retour séparés par plusieurs années.
Miami mène la série avec 30 victoires pour 27 à Florida en fin de saison 2024.

### Tennessee

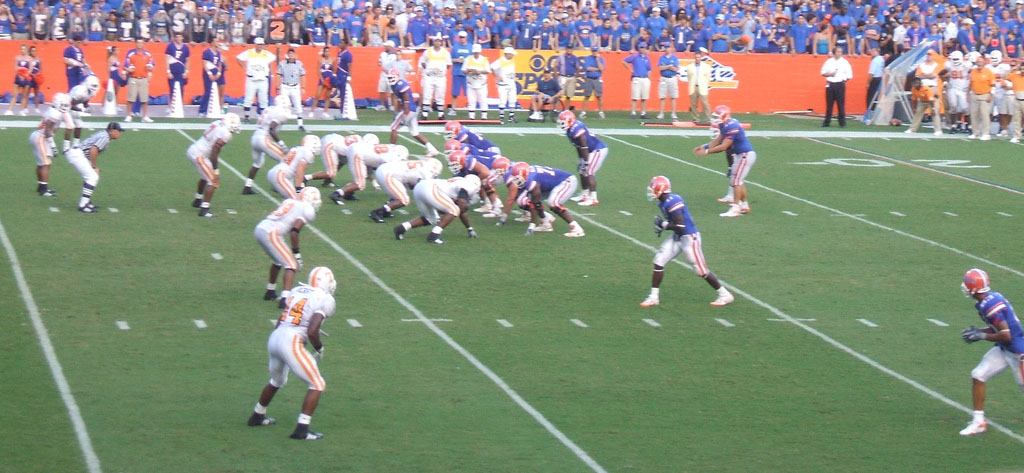
Tim Tebow contre Tennessee en 2007.

Même si les universités du Tennessee et de Floride sont toutes deux membres de la Southeastern Conference, les deux programmes de football américain se sont affrontées assez irrégulièrement au cours des dernières saisons. Tennessee a remporté les 10 premières rencontres jouées entre 1916 et 1954, année où les Gators battent finalement les Volonteers. En 1969, la Floride engage Doug Dickey, ancien quarterback de Florida, en tant qu'entraîneur principal pour remplacer Ray Graves parti à la retraite, immédiatement après l'affrontement des deux équipes au Gator Bowl.
La rivalité atteint son sommet lors des années 1990. En 1992, la SEC composée de 12 équipes est scindée en deux divisions,. Florida et Tennessee, versés dans la division Est, s'affrontent depuis chaque année et généralement vers la mi-septembre.
Fin de saison 2024, Florida mène la série avec 32 victoires pour 22 à Tennessee.

## Stade
L'équipe de football américain joue ses matchs à domicile au Steve Spurrier-Florida Field at Ben Hill Griffin Stadium construit en 1930 sous le nom de Florida Field.
En 1989, il est rebaptisé en l'honneur de Ben Hill Griffin Jr., un ancien élève membre de ses programmes sportifs et généreux donateur de l'université.
Depuis l'arrivée de l'entraîneur Steve Spurrier en 1990, le stade est plus communément dénommé The Swamp. Il a été rénové et agrandi à plusieurs reprises. Le gazon est naturel depuis 1990.
Le stade après réfection a une capacité officielle de 88 548 personnes, mais accueille régulièrement plus de 90 000 fans pour les matchs de football à domicile. Il est le 12e plus grand stade de football universitaire des États-Unis.

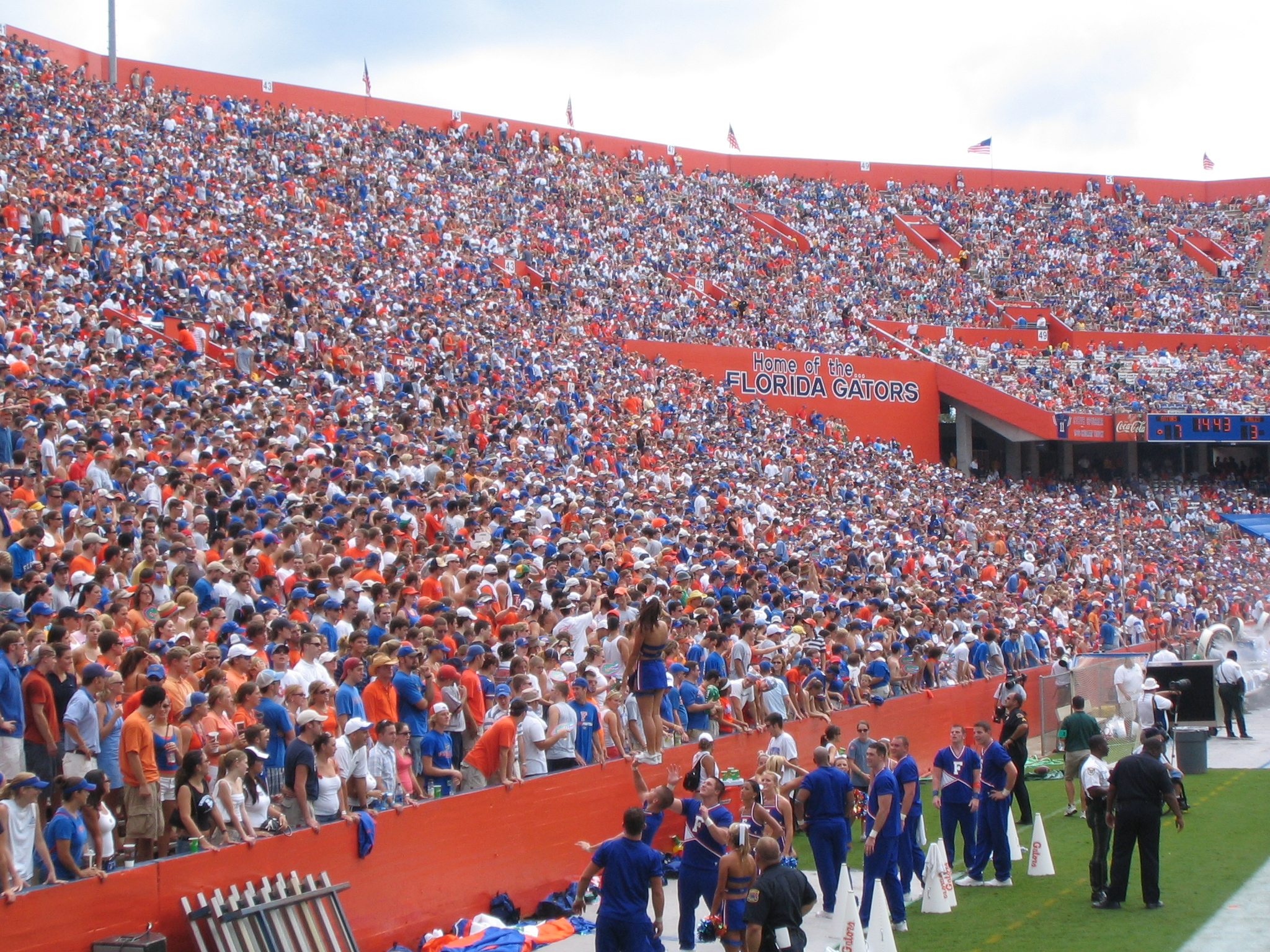
Vue d'une tribune du stade pendant un match.
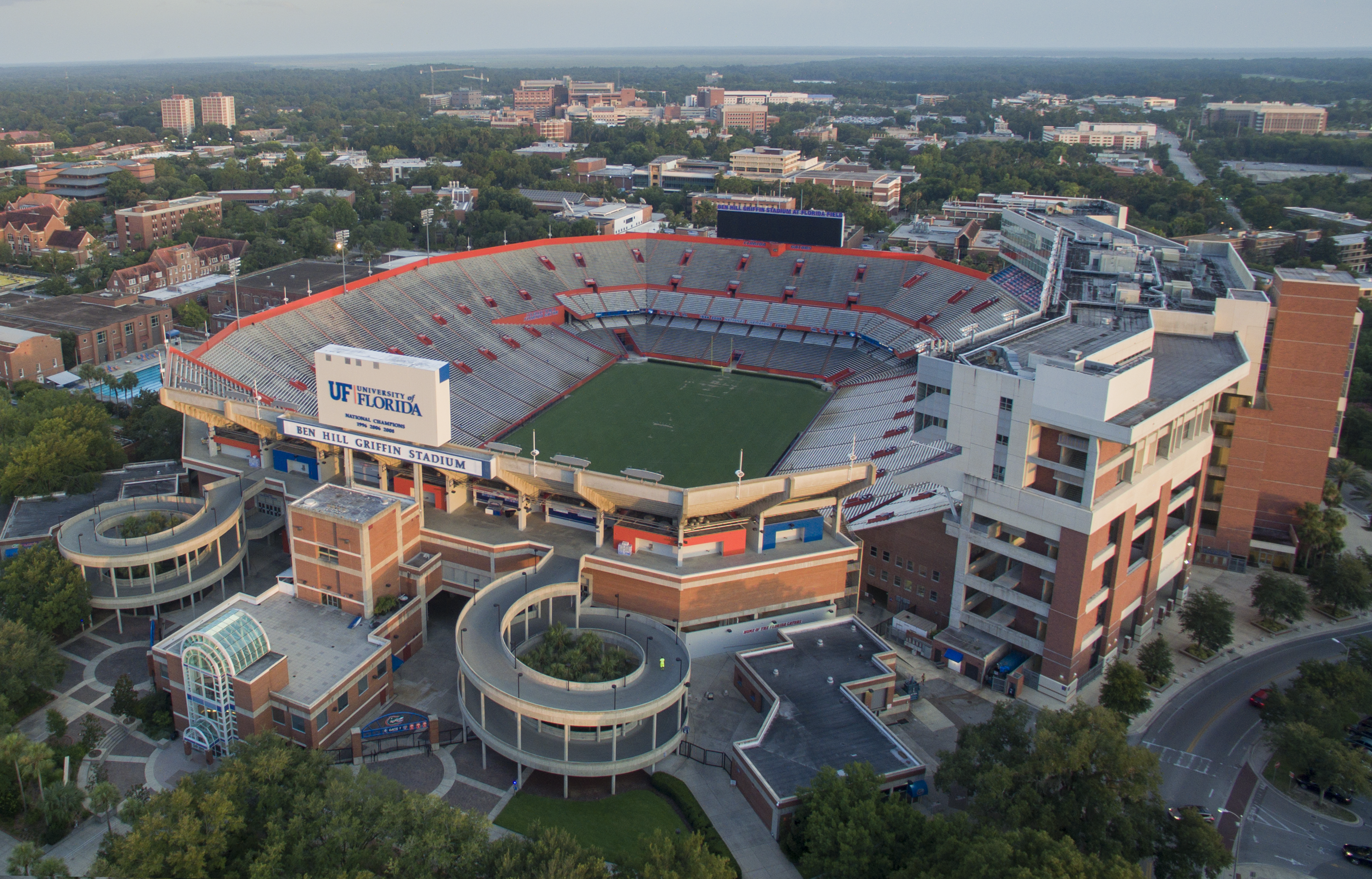
Vue aérienne du Ben Hill Griffin Stadium.

## Chant de guerre
La chanson de combat de la Floride est « The Orange and Blue ».
Une tradition des fans de football, à la fois pour les matchs à domicile et en déplacement, consiste à jouer et chanter « We Are the Boys from Old Florida » à la fin de chaque troisième quart temps.
À la suite du décès en octobre 2017 de Tom Petty, originaire de Gainesville, sa chanson « I Won't Back Down » est également jouée et reprise par tout le stade juste après « We Are the Boys from Old Florida ».
| The Orange and Blue | We Are the Boys from Old Florida |
| --- | --- |
| « So give a cheer for the Orange and Blue Waving Forever ! Forever pride of Old Florida, May she droop never. We’ll sing a song for the flag today, Cheer for the team at play! On to the goal, We’ll fight our way for Flor-i-da ! Go Gators ! » | « We are the boys from old Florida, F-L-O-R-I-D-A. Where the girls are the fairest, The boys are the squarest Of any old state down our way. (Hey !) We are all strong for old Florida Down where the old Gators play. (Go Gators !) In all kinds of weather.. We'll all stick together.. For F-L-O-R-I-D-A. » |

## Traditions
- Le « Gator Chomp » est un geste fait par les fans et les joueurs pour montrer leur soutien ou appartenance aux équipes sportives de l'université. Il est né en 1981 et est exécuté en étendant complètement les bras, l'un sur l'autre, devant le corps avec les paumes face à face, puis écartés et rapprochés pour symboliser la bouche d'un alligator[117]. Lorsqu'il est effectué par des fans lors de matchs de football américain ou de basket-ball à domicile, le « chomp » est souvent accompagné par la fanfare qui joue l'air à deux notes du film Les Dents de la mer (Jaws)[118].
- « Orange and blue » est un encouragement crié par les fans très populaire lors des matchs à domicile, une partie des fans criant Yellow, une autre lui répondant Blue. Ces célébrations peuvent durer plusieurs minutes, chaque section tentant de se faire entendre le plus fort.
- L'équipe de football américain avait une tradition de longue date, un certain George Edmondson Jr. - mieux connu sous le nom de Mr. Two Bits (en) - voyageant dans les tribunes avec un sifflet et une cravate striée jaune et bleu. Il arangait la foule avec une célébration dénommée « Two Bits ». Edmondson a officiellement pris sa retraite en 2008 et a été nommé ancien élève honoraire en 2005. Sa dernière apparition en tant que Mr. Two Bits a eu lieu lors du dernier match à domicile de la saison 2008 contre les Bulldogs de Citadel (en).

## Identité visuelle

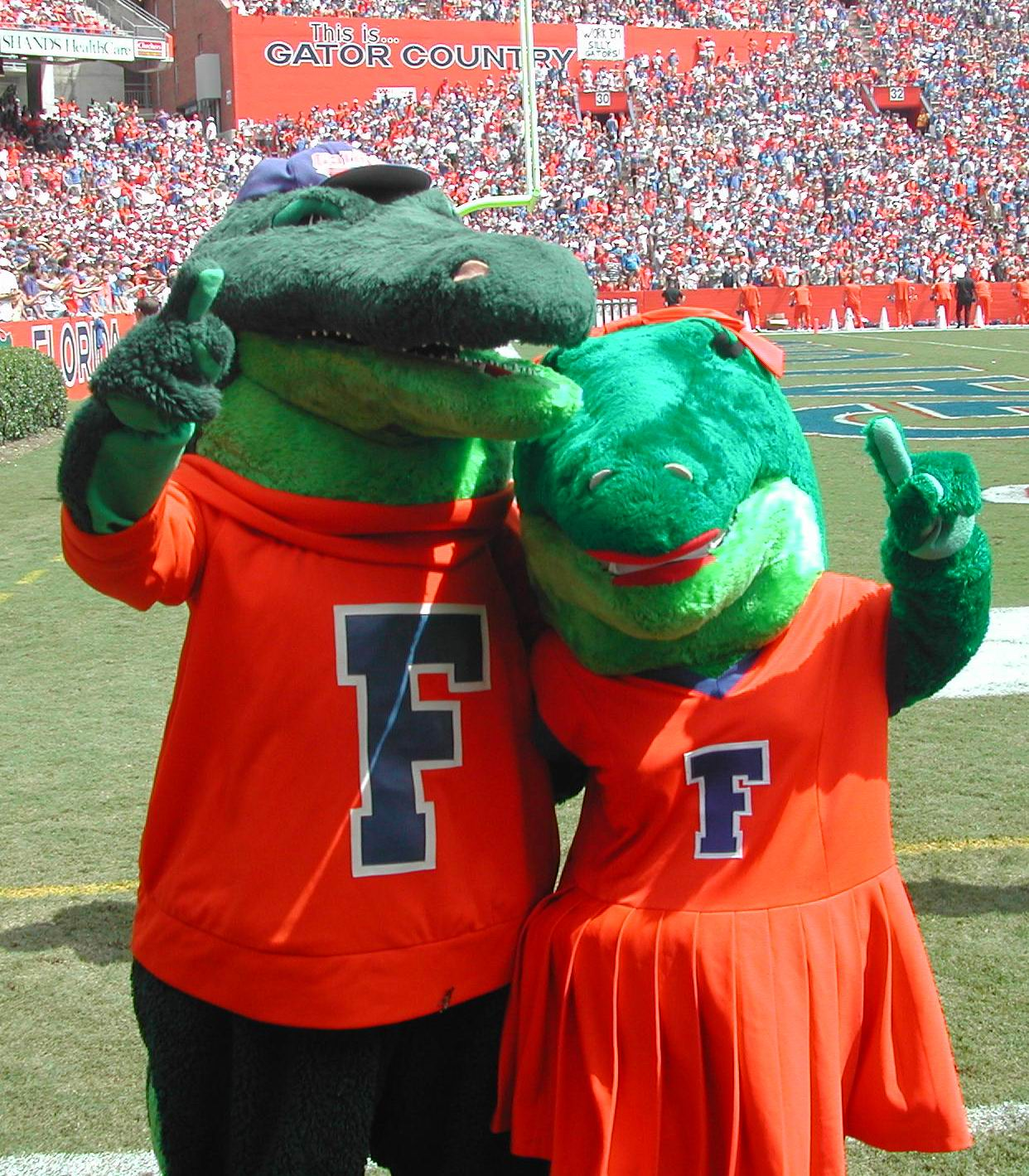
Les mascottes de Albert et Alberta
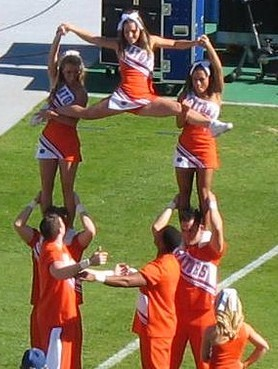
Les « cheerleaders » lors d'un match.
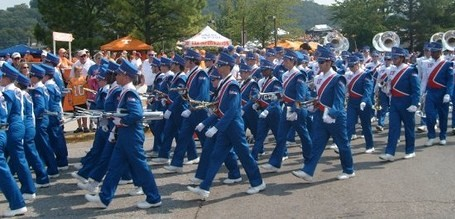
La fanfare « The Pride of the Sunshine ».
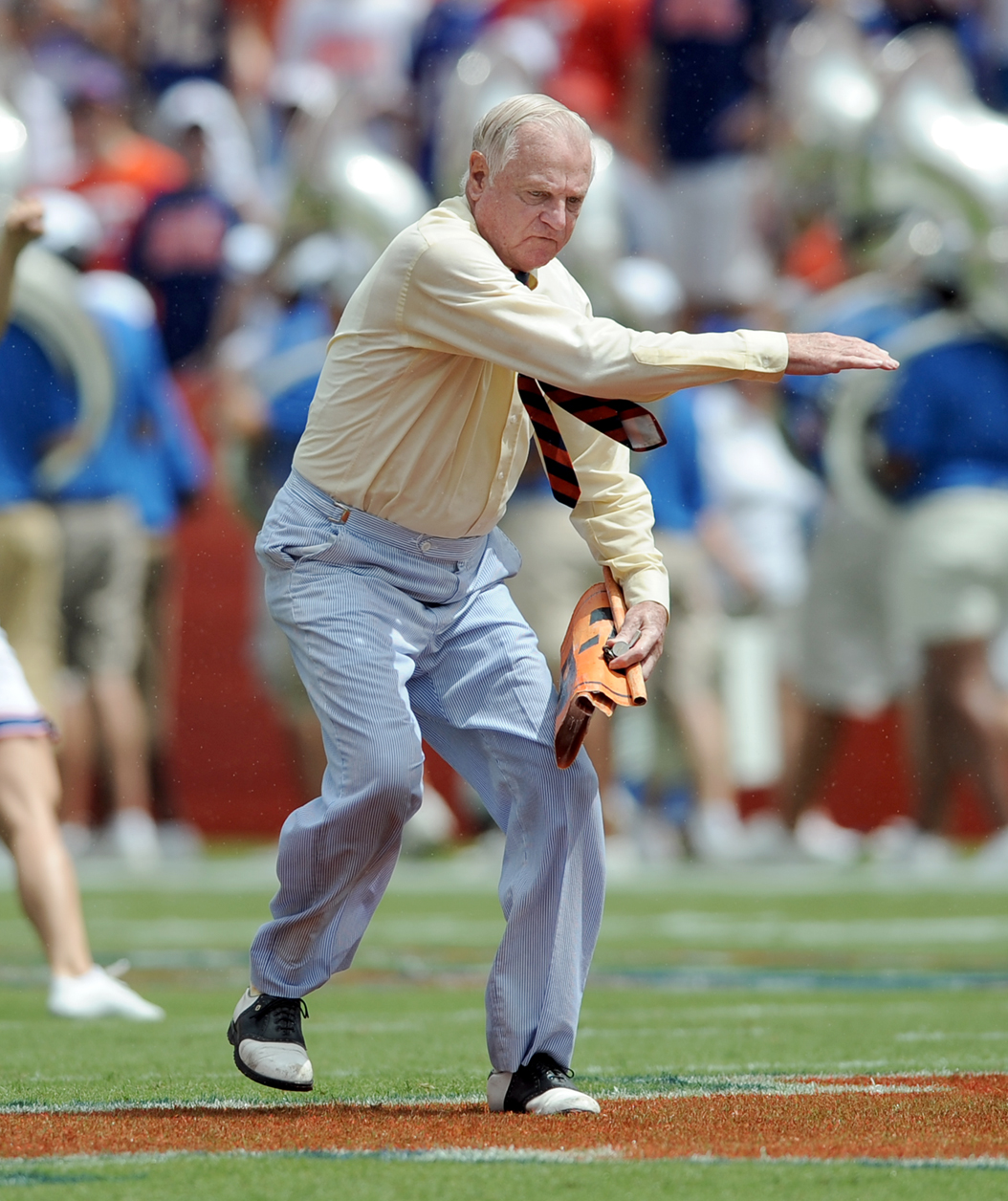
George Edmonson, Jr., appelé « Mr. Two Bits »," le 30 août 2008.